# Buñola
Buñola (catalansk: Bunyola) er en by og kommune i det østlige Spanien på øen Mallorca i provinsen De Baleariske Øer. Den har et indbyggertal på 7.490 (2024) indbyggere.